# Walter Tabacchi
Walter Tabacchi (Modena, 7 luglio 1917 – Modena, 29 aprile 1944) è stato un partigiano e marinaio italiano, decorato di Medaglia d'oro al valor militare alla memoria nel corso della seconda guerra mondiale. Decorato anche con la Croce di guerra al valor militare e quattro Croci al merito di guerra, da lui prese il nome la 65ª Brigata GAP Garibaldi "Walter Tabacchi".

## Biografia
Nacque a Modena il 7 luglio 1917. Dopo aver frequentato un corso di specializzazione presso la Scuola della Marina di La Spezia, nell'agosto 1936, all'età di 19 anni, si arruola volontario nella Regia Marina. Iniziato a frequentare il corso per allievi specialisti di tiro presso la Scuola del Corpo Reali Equipaggi della Marina (CREM) a San Bartolomeo (provincia della Spezia), fu costretto ad interromperlo, e nel 1939, ultimato il servizio militare di leva, fu trattenuto in servizio a causa del precipitare della situazione internazionale. All'atto dell'entrata in guerra del Regno d'Italia, avvenuta il 10 giugno 1940, si imbarcò sul cacciatorpediniere "Francesco Crispi". Promosso sottocapo S.D.T. (specialista direzione tiro) nel 1941, sbarcò dal Francesco Crispi nel febbraio 1942, decorato con una Croce di guerra al valor militare concessa sul "Campo",  prendendo servizio presso il Comando difesa della base navale di La Spezia.
Dopo l'armistizio dell'8 settembre 1943 rifiutò di collaborare con i tedeschi, entrando nelle file della Resistenza, aggregandosi alle formazioni partigiane che combattevano sugli Appennini. Partecipò a molti scontri, fino a che il 29 aprile 1944 non rimase ferito a morte in uno scontro in località Crocette di Saliceta San Giuliano (provincia di Modena). Portato all'ospedale di Modena, dove moribondo viene anche torturato, si spense in quello stesso giorno. Per onorarne la memoria fu decretata la concessione della Medaglia d'oro al valor militare.

## Intitolazioni
A Walter Tabacchi sono state intitolate tre vie: a Modena , a Nonantola  ed a Bomporto .

### Annotazioni
1. ↑  Era destinato a prestare servizio su questa unità fin dal 1937.
2. ↑  L'azione era diretta contro una autovettura che trasportava un alto ufficiale della Repubblica Sociale Italiana, il colonnello Rossi.

### Fonti
1. 1 2 3 4 5 6 7  Alberini, Prosperini 2016, p. 509.
2. ↑  Storia e Memoria di Bologna.
3. 1 2 3 4 5  Marina Difesa.
4. ↑  Scheda dell'ANPI.URL consultato in data 04-02-2012.
5. ↑   Google maps, su maps.google.it.
6. ↑   Google maps, su maps.google.it.
7. ↑   Google maps, su maps.google.it.
8. ↑  Sito web della Presidenza della Repubblica. URL consultato in data 31-01-2012
9. ↑  Scheda della Marina Militare.URL consultato in data 04-02-2012